# マネックス・ハンブレクト
マネックス・ハンブレクト株式会社は、東京都港区虎ノ門に本店を置いていた投資銀行。マネックスグループの連結子会社である。主力事業はM&Aアドバイザリー事業。
その他、OPENIPO（ダッチオークション形式IPO）調査研究事業を行っていた。

## 沿革
- 2005年9月1日 - OPENIPO事業を展開する為、米国投資銀行WR Hambrecht+Co、マネックスグループ（旧マネックス・ビーンズ・ホールディングス株式会社）、ZenShin Capitalの合弁会社としてWRハンブレクトジャパン株式会社設立。
- 2007年 - 日本政策投資銀行出資。M&Aアドバイザリー事業を展開。
- 2009年 - マネックス・ハンブレクト株式会社に商号変更。
- 2017年 - マネックス証券株式会社と合併。

## マネックスグループ関係会社
- マネックス証券株式会社
- マネックスベンチャーズ株式会社
- トレード・サイエンス株式会社